# Nova Kronologija
Nova Kronologija je povijesna koncepcija ruskih matematičara Anatolija Fomenka i Gleba Nosovskog.
Novu Kronologiju su 1999. godine Povijesni fakultet Moskovskog sveučilišta i odjela za povijest Ruske akademije znanosti osudili kao "opasnu pseudoznanost". 

## Hipotetička rekonstrukcija života Isusa Krista
Teze Nove Kronologije govore da je Krist živio u 1152. – 1185. godine, te da su Isus Krist, bizantski car Andronik I. Komnen, apostol Andrija i ruski knez Andrej Bogoljubski jedna osoba. Posljednja hipoteza Fomenka i Nosovskog iz knjige "Zaboravljeni Jeruzalem" govori da je evanđeoski Jeruzalem, u stvari, utvrđenje Yoros.
U knjizi se razglaba o jednom spomeniku kod Istanbula, koji prikazuje muslimanskog sveca koga Turci nazivaju Juša. Muslimani smatraju da je to grobnica Isusa Navina. To je ogroman (17*2 metra) spomenik na Beykozu, južno od Yorosa, na azijskoj obali Bospora. Prema ovoj hipotezi, nije isključeno da je to neki spomenik vezan uz događaje oko raspeća Isusa Krista (Golgota). U Europi se o tome praktično ništa ne zna, iako je spomenik među turskim naseljenicima, muslimanima, vrlo poštovan.

## Vanjske poveznice
- (rus.) Nova Kronologija (službeni sajt)
- (rus.) Grobnica Juše[neaktivna poveznica] (enciklopedija "Kronologija")
- (tur.) Hum Juše  Arhivirana inačica izvorne stranice od 10. ožujka 2008. (Wayback Machine) (fotografije)